# Humlehave
Humlehaver fandtes over hele landet i Danmark i 1800-tallet. Humlen blev dyrket på pæle eller håndsnoede halmbånd og blev høstet omkring 1. oktober. Den primære anvendelse af humleplanten var som smags- og holdbarhedstilsætning til det hjemmebryggede øl, der var en uundværlig del af enhver husholdning. Drikkevandet var ikke altid af bedste kvalitet, hvorfor man i stedet drak enten mælk eller øl til måltiderne.